# Jules Isaac
Pour les articles homonymes, voir Isaac (homonymie).
Ne doit pas être confondu avec Jules Isaac (Charleroi).
Jules Isaac, né le 18 novembre 1877 à Rennes et mort le 5 septembre 1963 à Aix-en-Provence, est un historien français. Il est l'auteur, à la suite d'Albert Malet, de célèbres manuels d'histoire, usuellement appelés « Malet et Isaac ». Jules Isaac est également un pionnier des Amitiés judéo-chrétiennes, notamment à travers son livre Jésus et Israël et sa participation active aux travaux de la conférence de Seelisberg.

## Biographie

### Origines familiales
Il naît le 18 novembre 1877 à Rennes, où réside alors son père, militaire de carrière, alsacien ayant opté pour la France en 1871. Il est issu d'une famille de Juifs patriotes : son grand-père paternel Élias Isaac était trompette-major dans un régiment d'artillerie, son père Marx Isaac (1829-1891) accomplit une belle carrière d'officier sorti du rang qui lui permit de devenir lieutenant-colonel d'artillerie et officier de la Légion d'honneur, et son oncle Victor-Marx Isaac (1834-1891), sous-officier d'artillerie décoré de la Médaille militaire, obtint lui aussi la Légion d'honneur en tant que capitaine de l'armée territoriale.
À treize ans, il perd ses parents à quelques mois d’intervalle, et devient interne au lycée Lakanal à Sceaux. 

### Carrière professionnelle
À l'âge de vingt ans, il fait la connaissance de Charles Péguy ; c'est le début d'une longue amitié, marquée en particulier par la création des Cahiers de la Quinzaine. Avec Péguy, Isaac s'engage dans le camp dreyfusard.
Il est reçu à l'agrégation d'histoire, en 1902, année de son mariage avec Laure Ettinghausen (née le 24 mars 1878 à Paris). Il enseigne à Nice, puis à Sens. Il est introduit par Ernest Lavisse chez Hachette, qui publie la collection de manuels d'histoire d'Albert Malet. Jules Isaac est d'abord chargé de rédiger des aide-mémoire pour le baccalauréat. Nommé professeur au lycée Louis-le-Grand, puis au lycée Saint-Louis, il étend sa collaboration à des manuels pour l'enseignement primaire supérieur également issus de la collection Malet.

### La collection Malet-Isaac
Albert Malet meurt au front en 1915 tandis que Jules Isaac survit à 33 mois de tranchées et à une mauvaise blessure reçue à Verdun. C'est donc seul qu'il rédige la nouvelle mouture imposée par de nouveaux programmes. Mais, malgré sa demande de la voir nommée Isaac, le nom de Malet reste associé au nom de la collection, il n'obtiendra que la formulation « Malet et Isaac »,. Les Malet-Isaac vont instruire des générations et susciter des vocations d'historien. 
Membre de la Ligue des droits de l'homme et du citoyen, puis du Comité de vigilance des intellectuels antifascistes, Jules Isaac s'engage en faveur d'une meilleure compréhension entre Français et Allemands, et milite en particulier pour une révision des manuels scolaires. En 1936, il est nommé inspecteur général de l'Instruction publique.

### A l'épreuve de la Seconde Guerre mondiale
Âgé de 63 ans en 1940, il est révoqué en vertu du statut discriminatoire des Juifs pris par le gouvernement de Vichy. « Il n'était pas admissible, déclare le ministre de l'Éducation et académicien, Abel Bonnard, le 13 novembre 1942 dans le journal Gringoire, que l'histoire de France soit enseignée aux jeunes Français par un Isaac. » Il se réfugia en zone non occupée d'abord à Aix-en-Provence, puis lorsque les Allemands envahirent la zone libre en novembre 1942, il s'établit au Chambon-sur-Lignon en Haute-Loire, chez son fils aîné, Daniel Isaac, professeur au collège Cévenol, et qui ne tarde pas à partir pour l'Espagne. Il s'installe alors à Riom, près de sa fille, Juliette Boudeville, et de son gendre, Robert Boudeville, qui travaillait au Central de l'Agence Havas à Vichy. Impliqués dans un réseau de résistance, ces derniers furent arrêtés, ainsi que sa femme, Laure Isaac, et son fils cadet, Jean-Claude (né le 27 mai 1918 à Paris), par la Gestapo à Riom le 7 octobre 1943, puis déportés par le Convoi N° 61, en date du 28 octobre 1943, par les Allemands à Drancy puis à Auschwitz où ils furent assassinés, excepté son fils qui réussit à s'échapper d'un camp en Allemagne. En 1945, Jules Isaac est rétabli dans ses droits comme inspecteur général honoraire.
En 1941-1942, il avait écrit Les Oligarques. Essai d’histoire partiale. Rédigé dans la clandestinité, le livre est publié en 1945, aux éditions de Minuit, sous le pseudonyme Junius. L’historien y traite des oligarques dans l’Athènes antique, notamment du régime des « Trente Tyrans », une dictature collective instaurée en 404 sur les ruines de la démocratie dans un contexte de défaite militaire et avec l’appui de l’ennemi vainqueur, la cité de Sparte. Le récit est sous-tendu par les ressemblances avec le contexte de rédaction : le gouvernement de Vichy qui grâce à la défaite face à l’Allemagne, avec laquelle il collabore, est mis en place par des ennemis internes de la démocratie, ceux-ci ne guettaient qu’une occasion, Jules Isaac les compare implicitement à des oligarques au sens grec,.

## L'Amitié judéo-chrétienne
Jules Isaac consacre alors une grande partie de ses efforts à la recherche des causes de l'antisémitisme, qu'il identifie principalement dans l'antijudaïsme des chrétiens. Il publie Jésus et Israël, rédigé pendant la guerre, puis inspire la charte de Seelisberg. Cofondateur, avec entre autres Edmond Fleg, et actif animateur de l'Amitié judéo-chrétienne en 1947, il s'emploie à combattre en particulier les racines chrétiennes du mal qui, si elles ne sont pas les seules, lui paraissent les plus profondes et encore vivaces dans la seconde moitié du XXe siècle. Son idée essentielle est de mettre en valeur la nature profondément juive du christianisme primitif. Il participe à la conférence judéo-chrétienne de Seelisberg en Suisse où il propose avec le grand rabbin Kaplan dix-huit points de redressement de l'enseignement chrétien concernant Israël.
Jules Isaac ne cesse de lutter contre ce qu'il appelle : l'enseignement du mépris. Il dénonce les siècles de catéchèse qui ont persuadé les chrétiens de la perfidie juive et de son caractère satanique, soulignant le lien entre les pratiques de l'antisémitisme chrétien et le système hitlérien.
Le 16 octobre 1949, lors d'une audience papale, il présente les « Dix points de Seelisberg » que Pie XII découvre, Isaac lui demande de les diffuser dans tous les enseignements de l'église. Il lui demande aussi la révision de la prière universelle du Vendredi saint dont l'oraison Oremus et pro perfidis Judaeis (latin que l'on peut traduire littéralement par « Prions aussi pour les Juifs incrédules ou incroyants » mais que le langage courant notamment celui des prêtres a interprété en « ...pour les juifs perfides ») comporte des mentions et rituels offensants pour les Juifs. Pie XII  considère que depuis 1948 c'est bien « Juifs infidèles » ou « incrédules » et non pas « juif perfide » qu'il faut comprendre et il rétablira en 1955 la génuflexion (supprimée depuis la fin du VIIIe siècle) lors de cette prière. Dès 1958, avant même que le concile Vatican II ne soit convoqué, Jean XXIII va plus loin et supprime les termes perfidis et perfidiam.
Le 13 juin 1960, Jules Isaac est reçu en audience par Jean XXIII au cours de laquelle il lui remet un dossier contenant :
1. Un programme de redressement de l'enseignement chrétien concernant Israël ;
2. Un exemple de mythe idéologique (la dispersion d'Israël, châtiment providentiel) ;
3. Des extraits du catéchisme du concile de Trente montrant que l'accusation de déicide est contraire à la saine tradition de l'Église[19].

Jules Isaac noua une amitié avec ce pape qui eut de l'influence dans la rédaction de la déclaration sur les religions non chrétiennes Nostra Ætate, approuvée en 1965 par le concile Vatican II.
« Le 6 janvier 1956, à l'hôtel Lutetia, là où quelques années auparavant les survivants des camps d'extermination achevaient leur sinistre voyage, où les familles guettaient la moindre nouvelle des déportés, le MRAP décerne à Jules Isaac le prix de la fraternité. […] Le MRAP reconnaît ainsi le grand retentissement de Jésus et Israël et de Genèse de l'antisémitisme. »
Il meurt le 5 septembre 1963 à Aix-en-Provence et est inhumé cinq jours plus tard dans le cimetière du Montparnasse (30e division).

## Publications principales
- Cours d'histoire Malet-Isaac, en 7 volumes, 1923-1930
- Paradoxe sur la science homicide et autres hérésies, Rieder, 1936
- Junius, Les Oligarques. Essai d’histoire partiale, Paris Les éditions de Minuit, 1945 ; republié sous le nom de Jules Isaac par Calmann-Lévy en 1989, avec une préface de Pascal Ory.
- Jésus et Israël, 1948
- Genèse de l'antisémitisme, essai historique, Paris : Callmann-Lévy, 1956 ; réédité en 1985, coll. « Agora », et en 1998, coll. « 10-18 »
- L'antisémitisme a-t-il des racines chrétiennes ?, Paris : Fasquelle, 1960
- Expérience de ma vie, Péguy, 1960
- L'Enseignement du mépris, 1962

## Hommages
Plusieurs voies publiques ont été nommées d'après lui :
- Promenade Jules-Isaac à Paris
- Rue Jules-Isaac, à Marseille
- Avenue Jules Isaac à Aix-en-Provence
- Rue Jules Isaac à Montpellier
- Allée Jules Isaac à Nice, une des allées de la promenade du Paillon en face du lycée Masséna où Jules Isaac a enseigné en 1902[22]

Deux écoles primaires, à Rennes et à Aix-en-Provence (dans la rue homonyme) et un centre culturel à Clermont-Ferrand portent aussi son nom.
Un timbre à son effigie a été émis par la Poste française le 1er septembre 2023.